# Filipa César
Filipa César (Portugal, 1975) és una artista portuguesa que el 2015 viu i treballa a Berlín. Artista i cineasta, els seus títols videogràfics, a mig camí entre el documental i la mirada subjectiva, s'han pogut veure a diferents espais, com la Biennal d'Istanbul, el Museu Serralves, el Festival Internacional de Cinema de Locarno, la Tate Modern o el Jeu de Paume. Les seves pel·lícules es refereixen sovint a la relació entre història, memòria, imatge i narrativa. L'atreuen els fets situats en els marges de la història oficial però susceptibles de revelar-ne els mecanismes.

## Instal·lacions
- F for Fake (2005)
- Rapport (2007)
- Le Passeur (2008)
- The Four Chambered Heart (2009)
- Memograma (2010)